# Campionato africano giovanile Under-20 2013 - Qualificazioni
Le qualificazioni al campionato africano giovanile Under-20 2013 prevedono tre turni ad andata e ritorno. Alcune nazioni sono state esentate dal turno preliminare. Le vincitrici del secondo turno si qualificano per la fase finale.

## Turno preliminare
L'andata è stata giocata tra il 20 e il 22 aprile 2012, il ritorno tra il 4 e il 6 maggio 2012.
| Squadra 1          | Totale     | Squadra 2    | Andata | Ritorno |
| ------------------ | ---------- | ------------ | ------ | ------- |
| Tunisia            | 5 – 3      | Libia        | 3 – 2  | 2 – 1   |
| Marocco            | 7 – 2      | Mauritius    | 5 – 0  | 2 – 2   |
| Uganda             | 5 – 1      | Mozambico    | 4 – 0  | 1 – 1   |
| Rep. Centrafricana | per ritiro | RD del Congo | –      | –       |
| Ciad               | 3 – 5      | Sierra Leone | 2 – 3  | 1 – 2   |
| Namibia            | 1 – 4      | Ruanda       | 0 – 2  | 1 – 2   |
| Niger              | 6 – 1      | Liberia      | 3 – 0  | 3 – 1   |
| Tanzania           | 4 – 3      | Sudan        | 3 – 1  | 1 – 2   |
| Zimbabwe           | 5 – 1      | Botswana     | 4 – 0  | 1 – 1   |

## Primo turno
L'andata è stata giocata tra il 27 e il 29 luglio 2012, il ritorno tra il 10 e il 12 agosto 2012.
| Squadra 1      | Totale      | Squadra 2      | Andata | Ritorno |
| -------------- | ----------- | -------------- | ------ | ------- |
| Egitto         | 3 – 0       | Kenya          | 0 – 0  | 3 – 0   |
| Rep. del Congo | 2 – 2 (gfc) | Sudafrica      | 2 – 1  | 0 – 1   |
| Benin          | 3 – 0       | Costa d'Avorio | 3 – 0  | 0 – 0   |
| Guinea         | 2 – 2 (gfc) | Burkina Faso   | 2 – 1  | 0 – 1   |
| Tunisia        | 2 – 3       | Gabon          | 2 – 2  | 0 – 1   |
| Marocco        | per ritiro  | Gambia         | 4 – 0  | –       |
| Uganda         | 3 – 4       | Ghana          | 3 – 1  | 0 – 3   |
| RD del Congo   | 3 – 0       | Mauritius      | 3 – 0  | 0 – 0   |
| Sierra Leone   | 1 – 3       | Camerun        | 1 – 1  | 0 – 2   |
| Ruanda         | 2 – 4       | Mali           | 2 – 1  | 0 – 3   |
| Niger          | 3 – 4       | Senegal        | 3 – 2  | 0 – 2   |
| Tanzania       | 1 – 4       | Nigeria        | 1 – 2  | 0 – 2   |
| Zimbabwe       | 0 – 4       | Angola         | 0 – 1  | 0 – 3   |
| Lesotho        | per ritiro  | Zambia         | –      | –       |

## Secondo turno
L'andata si gioca tra il 21 e il 23 settembre 2012, il ritorno tra il 5 e il 7 ottobre 2012.
| Squadra 1    | Totale | Squadra 2    | Andata | Ritorno |
| ------------ | ------ | ------------ | ------ | ------- |
| Egitto       | 2 – 1  | Angola       | 2 – 1  | 0 – 0   |
| Sudafrica    | 2 – 4  | Nigeria      | 1 – 1  | 1 – 3   |
| Benin        | 4 – 1  | Senegal      | 3 – 1  | 1 – 0   |
| Burkina Faso | 2 – 4  | Gabon        | 2 – 2  | 0 – 2   |
| Ghana        | 5 – 4  | Marocco      | 4 – 1  | 1 – 3   |
| Camerun      | 3 – 4  | RD del Congo | 2 – 0  | 1 – 4   |
| Zambia       | 2 – 5  | Mali         | 2 – 2  | 0 – 3   |

## Squadre qualificate
| - Algeria (nazione ospitante) - Benin - RD del Congo - Egitto | - Gabon - Ghana - Mali - Nigeria |